# Homme d'Altamura
L'Homme d'Altamura est le nom donné à un squelette fossile d'Homme de Néandertal découvert en 1993 dans la grotte de Lamalunga, près de la ville d'Altamura, dans les Pouilles, dans le Sud de l'Italie.

## Description
Remarquablement bien conservé mais enchâssé dans les concrétions calcaires qui ont recouvert le squelette au fil du temps, le fossile a été laissé in situ pour ne pas risquer de l'endommager lors de l'extraction. Pendant plus de 20 ans, les études n'ont pu être que visuelles, ce qui n'a pas permis de proposer une datation fiable du fossile. Ce n'est qu'en 2015 qu'un fragment d'omoplate a pu être extrait et donner lieu à une étude approfondie, permettant de dater le fossile et de confirmer son attribution à l'espèce Homo neanderthalensis par l'analyse de son ADN.
L'Homme d'Altamura est le squelette néandertalien le plus complet découvert à ce jour dans le monde.
Il est probable que l'individu soit tombé à travers le puits d'effondrement, se soit blessé et se soit retrouvé bloqué dans la grotte. Préservé d'une dispersion des ossements par des prédateurs, puis protégé par la couche de calcite qui s'est déposée progressivement, le squelette a ainsi pu nous parvenir dans un remarquable état de conservation.
Le squelette appartient à un sujet masculin âgé d'environ 35 ans à son décès.

Les traits de son visage l'ont rapidement fait rapprocher des Néandertaliens.

## Historique
Le fossile fut découvert en octobre 1993 dans la grotte de Lamalunga par des spéléologues italiens. En explorant la grotte, ils tombèrent sur un puits d'effondrement de 10 m de hauteur débouchant sur un tunnel d'environ 60 m de long, dans lequel ils découvrirent un crâne, émergeant à peine des dépôts de calcite s'étant accumulés sur le sol au fil du temps, dus au ruissellement des eaux chargées en calcaire.

### Musée de l'Homme d'Altamura
Le musée se situe dans l'ancien Palazzo Baldassarre.

## Galerie

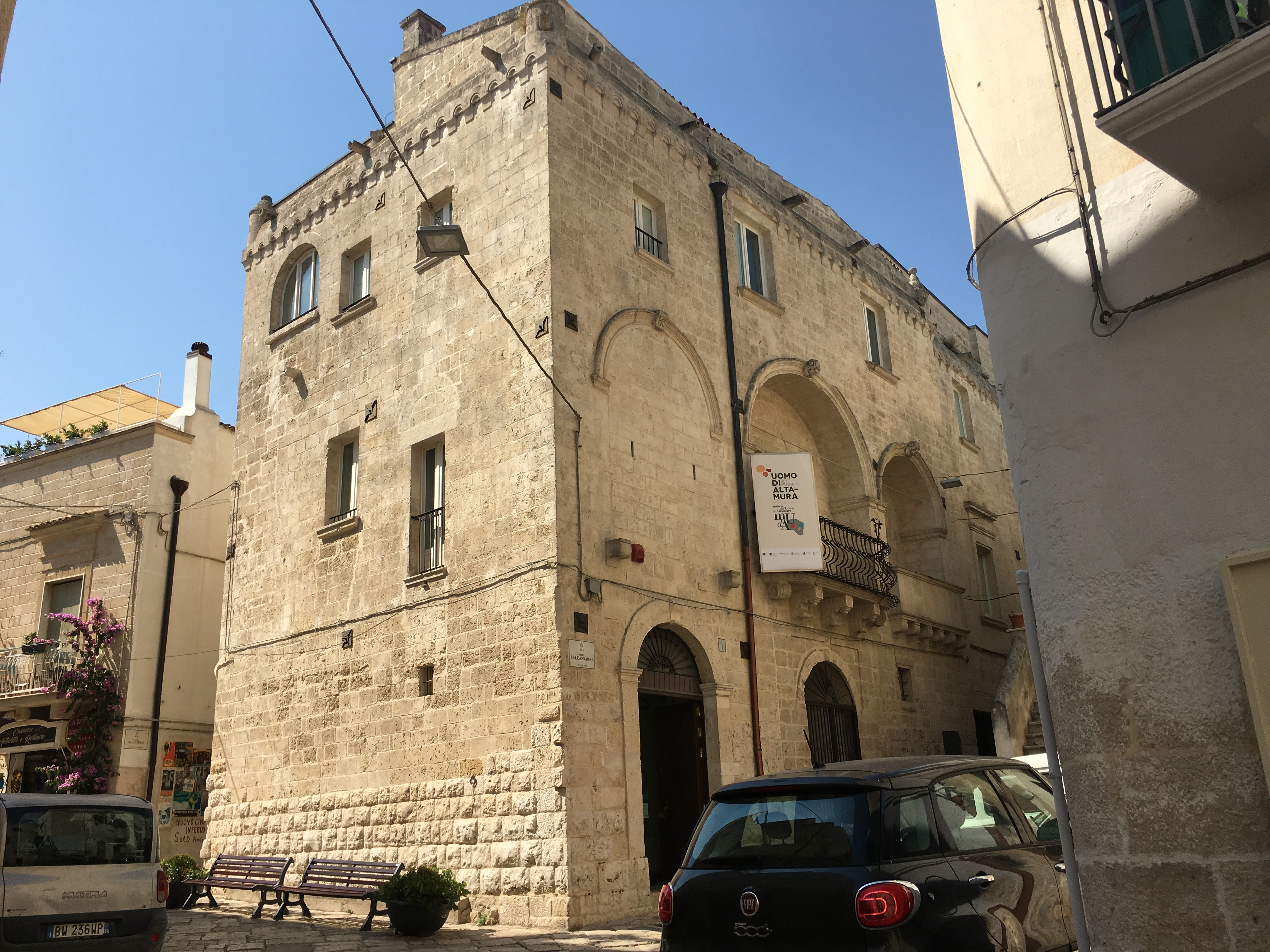
Musée de l'Homme d'Altamura
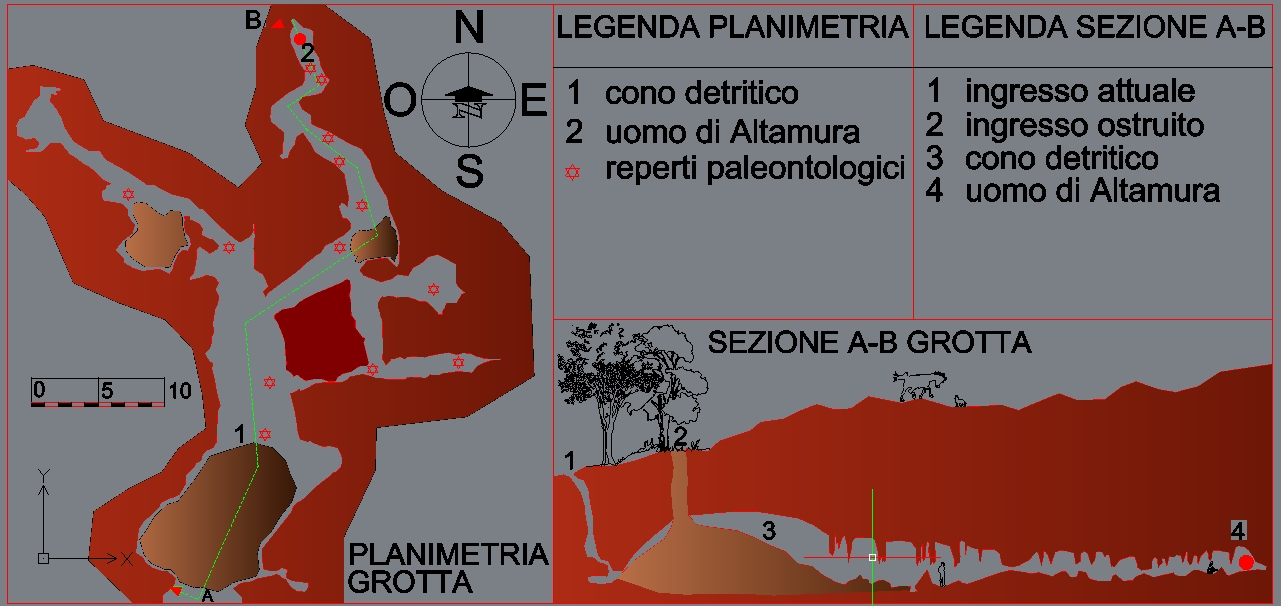
Plan et section de la grotte de Lamalunga
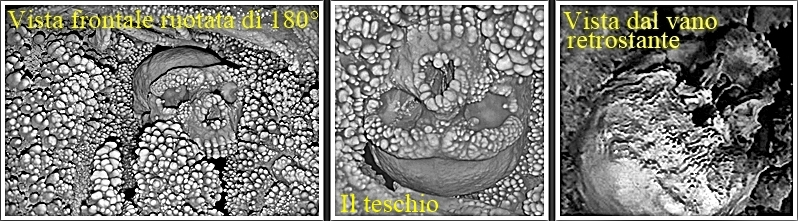
L'Homme d'Altamura, enchâssé dans les concrétions calcaires, vu sous différents angles

## Datation
En 2015, la datation des os et de ces minéraux a donné un âge compris entre 182 000 et 130 000 ans.

## Attribution
L'analyse de l'ADN des ossements indique que l'homme d'Altamura est un Néandertalien,.